# Hêtre à grandes feuilles
Fagus grandifolia
Espèce
Classification phylogénétique
Le Hêtre à grandes feuilles, Hêtre américain ou Hêtre d'Amérique (Fagus grandifolia) est une espèce de hêtre originaire de l'est de l'Amérique du Nord.

## Description

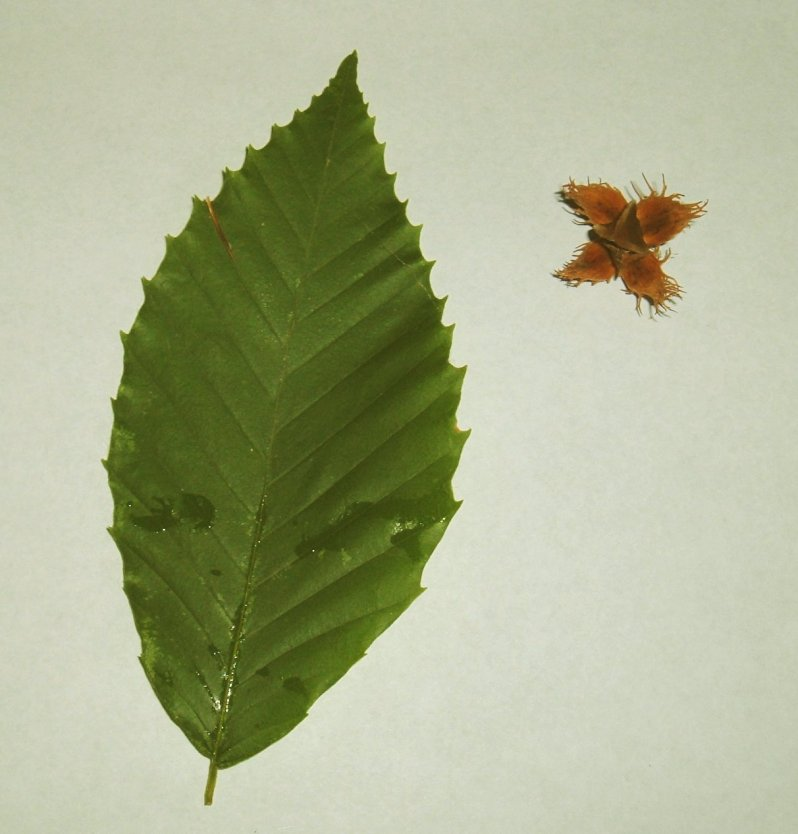
Feuille et fruit

Le hêtre à grandes feuilles est un arbre de taille moyenne pouvant atteindre 25 m de hauteur. Son tronc est droit et sa cime est large. Ses racines sont très étalées.
L'écorce est mince et lisse, de couleur gris bleu pâle. Il reste lisse avec l'âge mais devient plus foncé. Les feuilles sont ovales et mesurent de 6 à 14 cm. Elles sont simples, alternes et dentées grossièrement. Elles sont cireuses et rigides au toucher. Elles sont divisées par 9 à 14 nervures rectilignes et parallèles de chaque côté. Le dessus est de couleur vert satiné et le dessous plus pâle. Les feuilles des petits arbres et des branches inférieures des arbres forestiers matures s'assèchent à l'automne et restent sur l'arbre tout l'hiver.
Les fruits sont de petites noix de 18 à 22 mm appelés faînes. Elles sont recouvertes dans un brou vert jaunâtre hérissé de pointes dont l'extrémité est teintée de rouge,.

## Distribution et habitat

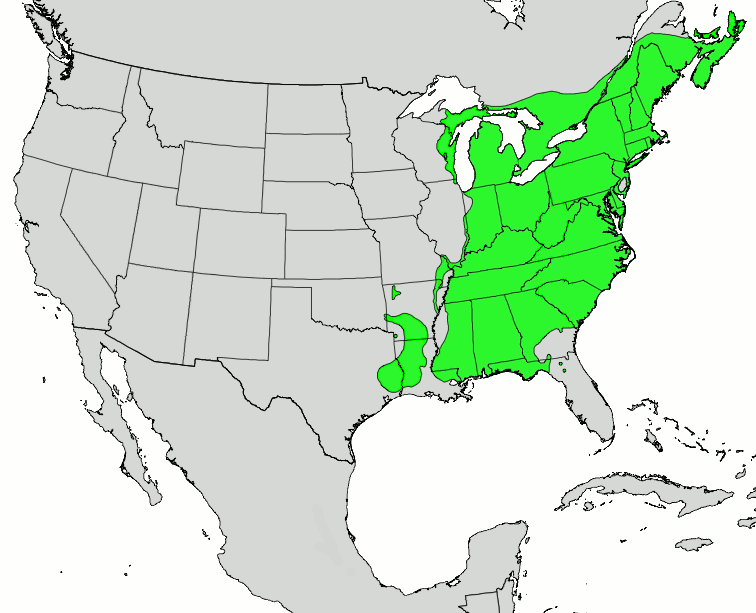
Aire de répartition naturelle de Fagus grandifolia

Le hêtre à grandes feuilles est largement distribué dans l'Est de l'Amérique du Nord. Sa distribution va de l'ouest de la Louisiane à l'Ontario et du nord-est de la Floride au Nouveau-Brunswick.
L'arbre pousse sur les versants humides et bien drainés. Dans le nord de son aire, comme au Canada, il est souvent associé à l'érable à sucre, au bouleau jaune et à la pruche du Canada dans les forêts matures. Dans le sud de son aire il est également une essence de fin de succession dans les forêts subtropicales humides, sur les sols drainés qui ne sont pas trop pauvres (nord de la Floride, Louisiane). 

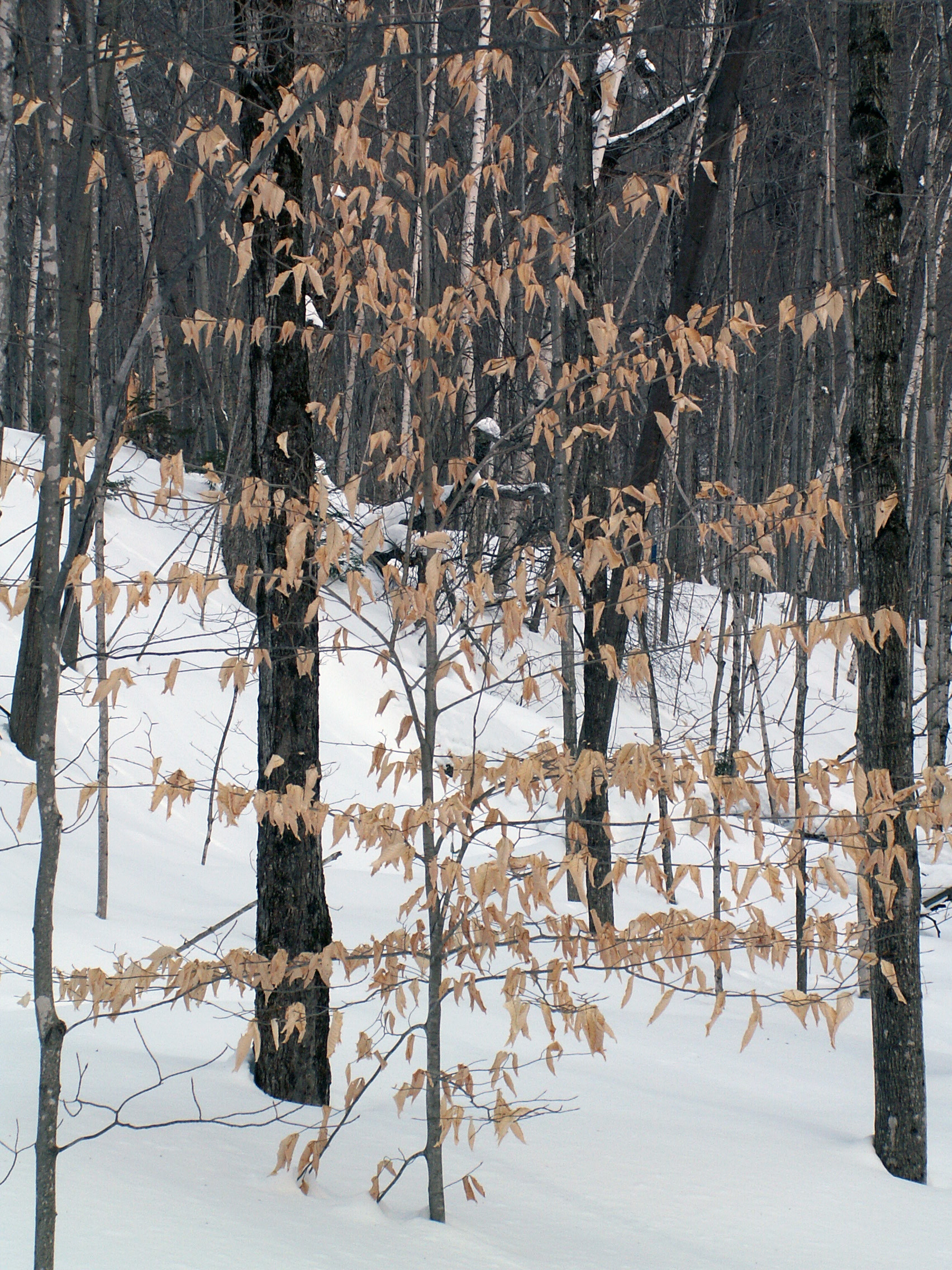
Hêtre à grandes feuilles en hiver dans la réserve nationale de faune du Cap-Tourmente

## Étymologie
Le hêtre à grandes feuilles est aussi connu sous les noms de hêtre américain, de hêtre d'Amérique et de hêtre rouge,.
Le genre Fagus provient du nom en latin classique du hêtre, qui provient lui-même du grec fagein et qui signifie « manger ». Il fait allusion à la faîne, qui est comestible. Quant au nom d'espèce grandifolia, il provient du latin et signifie « à grandes feuilles ».

## Utilisation
Le bois du hêtre est utilisé dans la fabrication de planchers, de meubles, de manches d'outils, de caisses et divers autres articles en bois.

## Maladies

### Maladie corticale du hêtre
Le hêtre est vulnérable à l'action combinée de la cochenille du hêtre (Cryptococcus fagisuga), insecte originaire d'Europe, et du champignon indigène Neonectria faginata, qui cause des chancres. L'arbre ne présente pas de résistance immunitaire contre cet insecte introduit vers 1900, à Halifax, avec des hêtres européens utilisés comme plantes ornementales. La cochenille crée des lésions à l'écorce de l'arbre pour se nourrir de sa sève. En même temps, elle introduit une substance qui empêche la cicatrisation de l'arbre, ouvrant la voie aux spores du champignon pathogène qui peuvent y germer. En plus de Neonectria faginata, un second champignon, Neonectria ditissima, qui cause des chancres sur les érables et les bouleaux, peut aussi s'introduire dans les blessures. Les champignons causent des chancres. La présence de l'insecte est facilement identifiable, car il produit une cire blanche qui recouvre son corps. Les troncs d'arbres infectés ont donc sur la surface de l'écorce une fine pellicule blanche. Les biologistes considèrent qu'il faut entre trois et six ans après la primo-infection pour que les champignons produisent des fructifications. Ils envahissent alors l'arbre, et leurs chancres finissent par empêcher la sève de monter dans le tronc, entraînant sa mort.

#### Galerie

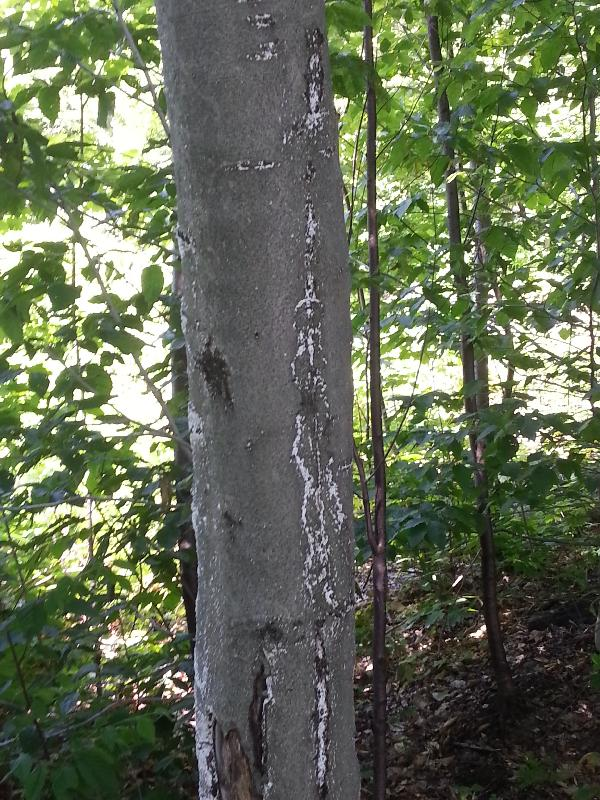
Maladie corticale du hêtre, vue générale du tronc
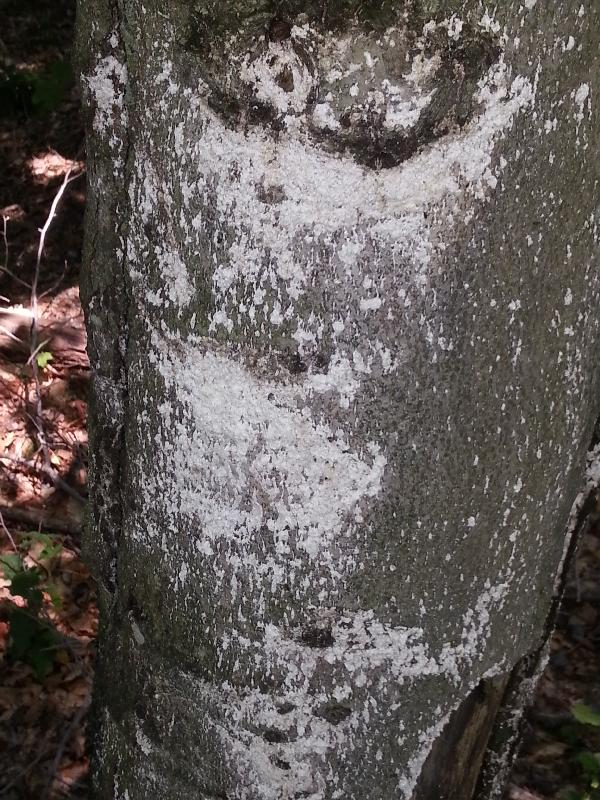
Maladie corticale du hêtre, cire ou laine blanche
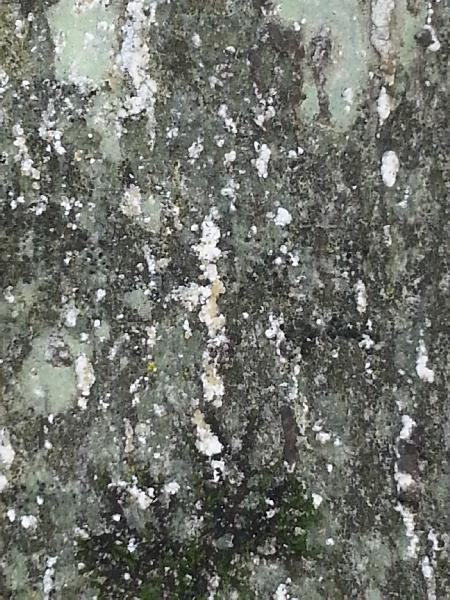
Maladie corticale du hêtre, vue de l'écorce
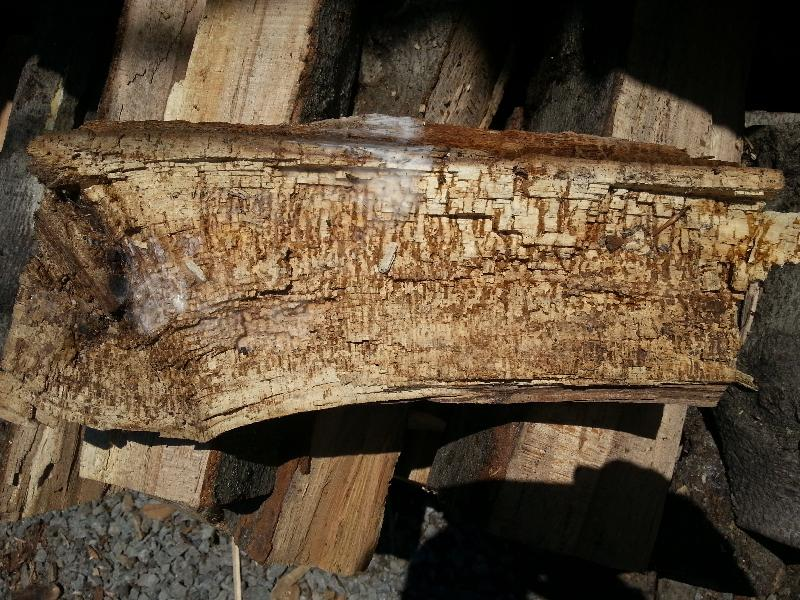
Maladie corticale du hêtre, vue d'une bûche très affectée